# Maicon Oliveira
Maicon Pereira de Oliveira, mais conhecido por Maicon Oliveira ou Maicon (Rio de Janeiro, 8 de maio de 1988 — Donetsk, 8 de fevereiro de 2014) foi um futebolista brasileiro que atuou como atacante.

## Carreira
Iniciou sua carreira futebolística nas categorias de base do Flamengo e Fluminense, mas começou no futebol profissionalmente no Atlético Mogi.

#### Volyn
Em 2009, o Volyn, da Ucrânia, acertou a contratação do atacante brasileiro. Então, ficou emprestado ao Steaua Bucareste, da Romênia, por três meses, antes de retornar para o Volyn e ser artilheiro do Campeonato Ucraniano 2011–12, com 16 gols e da Copa da Ucrânia 2011–12, com 10 gols, despertando interesse do Shakhtar Donetsk.

#### Shaktar Donetsk
Em 2 de julho de 2012, acertou com o Shakhtar Donetsk, da Ucrânia. Maicon assinou contrato de três anos com o time de Donetsk com vínculo a partir de 1º de setembro.

## Morte

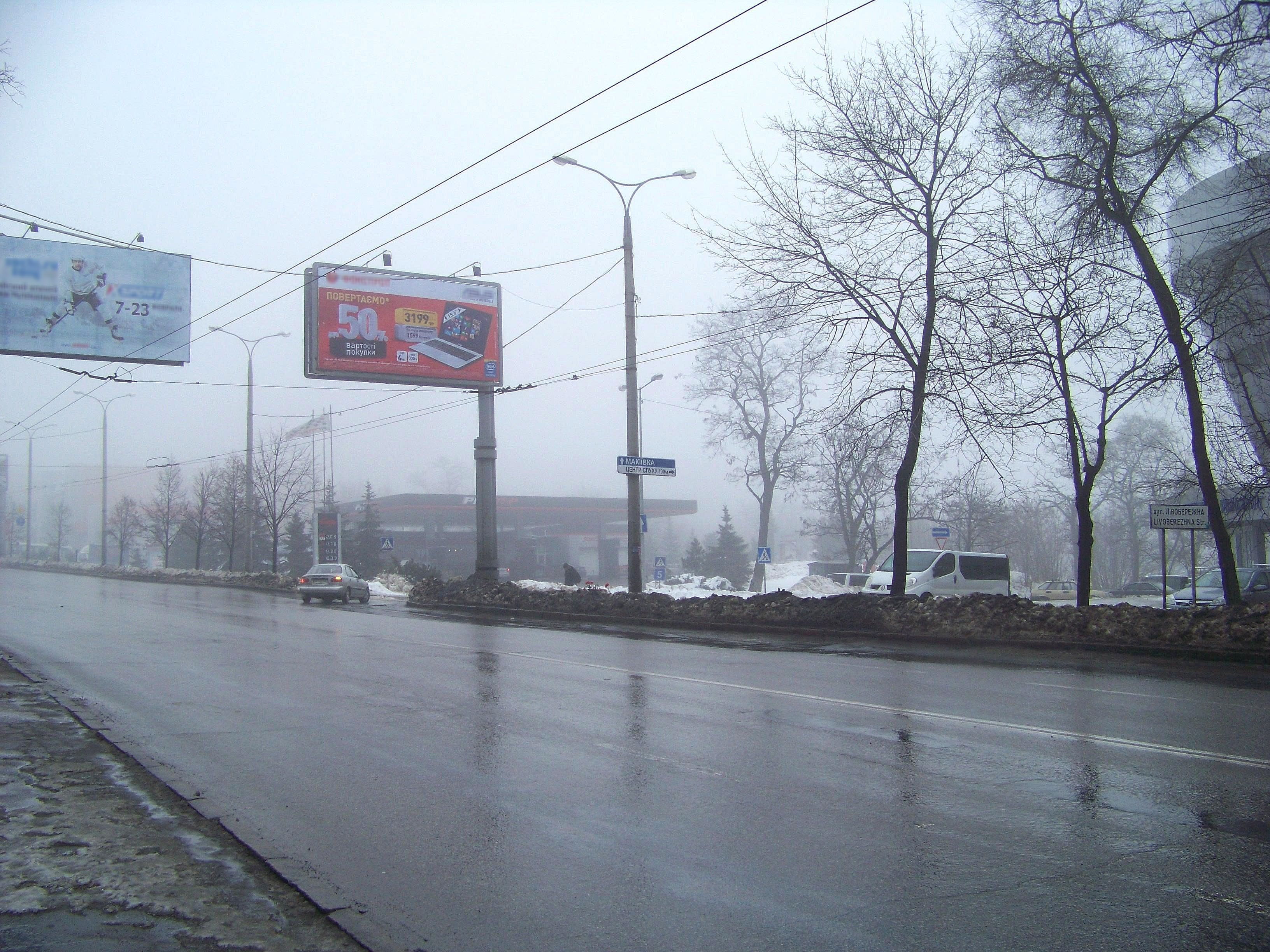
O local onde ocorreu o acidente. Foto tirada depois de 2 dias, 10 de fevereiro de 2014.

Quando defendia, por empréstimo, o Illichivets, Maicon morreu vítima de um acidente automobilístico ocorrido perto de Donetsk em 8 de fevereiro de 2014.
O clube ucraniano anunciou que pagaria os salários do brasileiro Maicon, vítima de acidente de automóvel fatal no último sábado, à família do jogador até o final do contrato, que se encerraria em meados de 2015.
Em nota, o Shaktar Donetsk lamentou a morte do ex-atleta:
| “ | O FC Shakhtar Donetsk informa com pesar que a vida do futebolista Maicon Pereira de Oliveira foi tragicamente ceifada no dia 8 de fevereiro de 2014. Ele morreu em um acidente de carro em Donetsk. Maicon era um jogador talentoso, uma pessoa aberta e amigável que amava a vida e sabia como trazer para ela positivismo e alegria. Esta morte trágica, prematura e sem sentido arrancou de nosso convívio uma pessoa maravilhosa. Maicon tinha apenas 25 anos. Esta é uma perda terrível e pesada para cada um de nós. O FC Shakhtar Donetsk manifesta as suas mais sinceras e sentidas condolências à família e amigos de Maicon. Que seja para sempre lembrado com carinho... | ” |

## Títulos
Shakhtar Donetsk
- Campeonato Ucraniano: 2012–13

### Artilharias
- Campeonato Ucraniano: 2011–12 (16 gols)
- Copa da Ucrânia: 2011–12 (10 gols)